# 改訂英語聖書
『改訂英語聖書』（かいていえいごせいしょ、英語: Revised English Bible、略称：REB）はキリスト教聖書の英語訳で、伝統あるイギリスで現代英語を大胆に取り入れた『新英語聖書』（新約1961年、旧約1970年）の改訂版として、1989年に出版された。

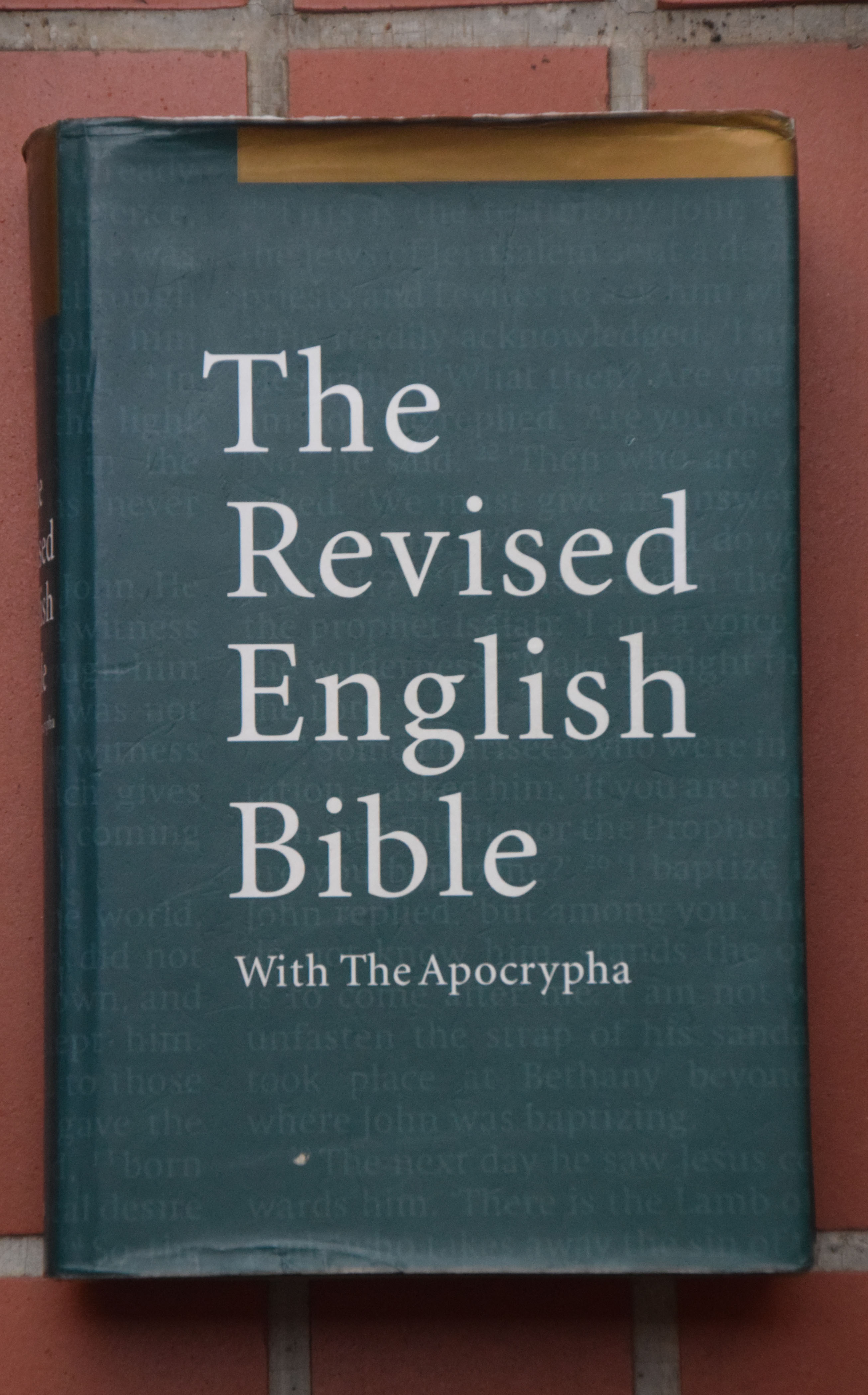
改訂英語聖書（1989年初版）

改定の主な理由は、『新英語聖書』が意訳に偏り過ぎて原典の意味を生かしてない、性差別用語がまだ残っていた、包括用語（Inclusive language）が未使用であったなどを正そうとしたもの。こういった意味では、アメリカで作られた『新改訂標準訳聖書』、『新国際版聖書』に近いものになった。
『改訂英語聖書』の出版は『新英語聖書』と同じく、オックスフォード大学出版局とケンブリッジ大学出版局で行われた。

## 参照項目
- 新英語聖書